# Allodape obscuripennis
Allodape obscuripennis är en biart som beskrevs av Embrik Strand 1915. Allodape obscuripennis ingår i släktet Allodape och familjen långtungebin. Inga underarter finns listade i Catalogue of Life.